# The War To End All Wars
The War To End All Wars is het elfde studioalbum van de Zweedse heavymetalband Sabaton. Het album gaat net als de voorganger The Great War over de Eerste Wereldoorlog. Onder meer het Kerstbestand, stormtroopers, de zeeslag bij Jutland en de sneeuwlawines in het front in de Italiaanse Alpen komen aan bod.
De video van de single Christmas Truce werd genomineerd voor de Music Video of the Year in 2021 van de Global Metal Apocalypse Awards. In de video is te zien hoe Duitse, Franse en Britse soldaten in 1914 in het niemandsland tussen de loopgraven samen Kerstmis vieren, voetballen, en chocola en sigaretten uitwisselen, waarna ze een dag later terug de loopgraven ingaan om elkaar weer dodelijk te beschieten.
In het najaar van 2023 kwam, onder de projectnaam 'History Rocks!', 'The War To End All Wars – The Movie' uit, een volledig door Sabaton zelf geproduceerde educatieve (animatie)filmversie van het album, dat wereldwijd in meer dan 120 musea is vertoond, waaronder in het Nationaal Militair Museum in Soesterberg.

## Tracklist
| 1.                 | Sarajevo               | De moord op Franz Ferdinand                                                              | 4:37 |
| 2.                 | Stormtroopers          | De stormtroopers, gespecialiseerde Duitse soldaten                                       | 3:56 |
| 3.                 | Dreadnought            | De zeeslag bij Jutland                                                                   | 4:58 |
| 4.                 | The Unkillable Soldier | Adrian Carton de Wiart, Brits soldaat                                                    | 4:11 |
| 5.                 | Soldier of Heaven      | Het Italiaanse front en de sneeuwlawines tijdens Witte Vrijdag                           | 3:38 |
| 6.                 | Hellfighters           | De Harlem Hellfighters                                                                   | 3:26 |
| 7.                 | Race to the Sea        | Albert I van België vecht met zijn soldaten in de Slag om de IJzer aan het eind van 1914 | 3:47 |
| 8.                 | Lady of the Dark       | Milunka Savić, een vrouwelijke Servische soldaat                                         | 3:03 |
| 9.                 | The Valley of Death    | De Slag bij Doiran in Bulgarijë in 1917                                                  | 4:13 |
| 10.                | Christmas Truce        | Het Kerstbestand van 1914                                                                | 5:18 |
| 11.                | Versailles             | Het Verdrag van Versailles                                                               | 4:14 |
| Totale duur: 45:21 |                        |                                                                                          |      |

## Bezetting
- Joakim Brodén – zang, keyboard
- Pär Sundström – basgitaar, achtergrondzang
- Chris Rörland – gitaar, achtergrondzang
- Tommy Johannson – gitaar, achtergrondzang
- Hannes Van Dahl – slagwerk, achtergrondzang

Gastmuzikanten
- Bethan Dixon Bate – verteller op Sarajevo en Versailles (en in de special history edition ook op de overige nummers)
- Flowing Chords – achtergrondzang op Christmas Truce
- Floor Jansen – zang van de outro in de video-versie van Christmas Truce